# Лінк Рей
Лінк Рей (англ. Link Wray, повне ім'я: Fred Lincoln Wray Jr; 2 травня 1929, Данн, Північна Кароліна — 5 листопада 2005, Копенгаген) — впливовий американський гітарист і композитор, що записував в основному інструментальні рок-н-рольні композиції, у тому числі із групою Link Wray and his Ray Men. Його творчість вплинула на розвиток гаражного року, серфа, хард-рока й гітарної музики взагалі.
Найвпливовіша композиція Лінка Рея — випущена в 1958 році — «Rumble». У цьому інструментальному треку вперше в рок-музиці були застосовані так званий «power chord» й ефект фузза на електрогітарі. Завдяки своєму важкому для того часу звуку, «Rumble» також іноді називають першою піснею гаражного року. Відкриття Лінком Реєм дисторшн-ефектів овердрайва й фузза, гітарного фідбека, а також заміна джазових акордів на «power chord» і стало його головним внеском у розвиток гітарного рока.
Величезна кількість музикантів зізнавалося у впливі, що на них справив Лінк Рей. Зокрема Ніл Янг говорив: «Якби я міг повернутися назад у часі й потрапити на якийсь один концерт, це були б Link Wray and his Raymen». Піт Таунсенд (The Who) сказав: «Якби не була Лінка Рея і його „Rumble“, я б ніколи не взяв у руки гітару». Його ім'я внесене до Залу слави рокабіллі.

## Дискографія

### Сингли
| Год выпуска | Дата выпуска | Сторона A                  | Сторона B                | Лейбл       | Номер  |
| ----------- | ------------ | -------------------------- | ------------------------ | ----------- | ------ |
| 1958        | 31 березня   | Rumble                     | The Swag                 | Cadence     | 1347   |
| 1959        | 12 січня     | Dixie-Doodle               | Rawhide                  | Epic        | 5-9300 |
| 1959        | 15 июня      | Comanche                   | Lillian                  | Epic        | 5-9321 |
| 1959        | жовтень      | Slinky                     | Rendezvous               | Epic        | 5-9343 |
| 1960        | 7 березня    | Trail Of The Lonesome Pine | Golden Strings           | Epic        | 5-9361 |
| 1960        | 24 жовтня    | Ain't That Lovin' You Babe | Mary Ann                 | Epic        | 5-9419 |
| 1961        | 31 липня     | Jack The Ripper            | The Stranger             | Rumble      | 1000   |
| 1961        | 21 серпня    | Tijuana                    | El Toro                  | Epic        | 5-9454 |
| 1962        | березень     | Big City Stomp             | Poppin' Popeye           | Trans Atlas | M687   |
| 1963        | 16 березня   | Rumble Mambo               | Hambone                  | OKeh        | 4-7166 |
| 1963        | 6 квітня     | The Black Widow            | Jack The Ripper          | Swan        | S-4137 |
| 1963        | 21 вересня   | Turnpike U.S.A.            | Week End                 | Swan        | S-4154 |
| 1963        | грудень      | Run Chicken Run            | The Sweeper              | Swan        | S-4163 |
| 1964        | березень     | The Shadow Knows           | My Alberta               | Swan        | S-4171 |
| 1964        | липень       | Deuces Wild                | Summer Dream             | Swan        | S-4187 |
| 1965        | 13 лютого    | Good Rockin' Tonight       | I'll Do Anything For You | Swan        | S-4201 |

### Альбоми
| Випущено  | Назва                                | Лейбл             | Номер      |
| --------- | ------------------------------------ | ----------------- | ---------- |
| 1960 US   | Link Wray & The Raymen               | Epic              | LN 3661    |
| 1962 US   | Great Guitar Hits by Link Wray       | Vermillion        | V-1924     |
| 1963 US   | Jack The Ripper                      | Swan              | S-LP 510   |
| 1964 US   | Link Wray Sings And Plays Guitar     | Vermillion        | V-1925     |
| 1963/2006 | Link Wray Early Recordings           | Rollercoaster/Ace |            |
| 1971 US   | Link Wray                            | Polydor           | PD-24-4064 |
| 1971 US   | Mordicai Jones (w/ Bobby Howard)     | Polydor           | PD-5010    |
| 1972 US   | Be What You Want To                  | Polydor           | PD-5047    |
| 1973 US   | Beans and Fatback (rec. 1971)        | Virgin            | V-2006     |
| 1974 US   | The Link Wray Rumble (rec. Feb 1974) | Polydor           | PD-6025    |
| 1979 US   | Bull Shot                            |                   |            |

### Компіляції
| Випущено     | Назва                         | Лейбл          | Номер   |
| ------------ | ----------------------------- | -------------- | ------- |
| 1969 US      | Yesterday and Today           | Record Factory | LP 1929 |
| 1993/May, 18 | Rumble! The Best of Link Wray | Rhino Records  |         |